# Jagoda Śliwka
Jagoda Śliwka (* 1. Februar 1995 in Września als Jagoda Gruszczyńska) ist eine polnische Beachvolleyballspielerin.

## Karriere
Bei der U18-EM in Brünn 2012 gewann Gruszczyńska mit Katarzyna Kociołek den Titel. Im Endspiel bezwangen sie Sarah Schneider und Lara Schreiber aus Deutschland. Mit einem Finalsieg gegen die Deutschen Krebs/Wlk gelang ihnen der gleiche Erfolg beim U20-Turnier in Hartberg. Anschließend nahm das Duo an der Junioren-WM in Halifax teil und belegte den neunten Rang. 2013 gewannen Gruszczyńska/Kociołek in Umag die U21-Weltmeisterschaft. Ein Jahr später erreichten sie in der gleichen Altersklasse das Viertelfinale und belegten den Bronzerang bei den U20-EM.
Ab 2013 spielte Gruszczyńska auch mit Karolina Baran zusammen. Die beiden Polinnen standen im ersten Jahr ihrer Zusammenarbeit im Finale der U20-Europameisterschaft. Sie  gewannen 2014 die Kontinentalmeisterschaften der unter Zweiundzwanzigjährigen und nahmen an der WM 2015 in den Niederlanden teil. 2016 war Dorota Strąg die Partnerin der in Września geborenen Athletin. Die beiden spielten 2020 und 2021 noch bei mehreren Turnieren in Polen zusammen und erreichten zwei Siege und zwei dritte Plätze. In der Zeit von 2012 bis 2020 wurde Jagoda Gruszczyńska mit verschiedenen Partnerinnen einmal polnische Meisterin, erreichte vier weitere Male das Finale und stand zusätzlich viermal auf der untersten Stufe des Siegerpodestes.
2017 bildete Gruszczyńska ein neues Duo mit Kinga Kołosińska. Bei den ersten Turnieren der World Tour 2017 in Xiamen, Rio de Janeiro, Moskau und Den Haag kamen Gruszczyńska/Kołosińska auf den 17. oder 25. Platz. Beim CEV-Masters in Baden belegten sie den 13. Platz. Bei den Major-Turnieren (fünf Sterne) in Poreč und Gstaad erzielten sie ebenfalls zweistellige Ergebnisse, bevor sie beim Vier-Sterne-Turnier in Olsztyn als Neunte erstmals in die Top Ten kamen. Im Finale des CEV-Satellite-Turnier in Larnaka unterlagen sie den Rumäninnen Matei/Vaida. Bei der EM 2017 in Jūrmala kamen sie als Gruppenzweite in die KO-Phase und mit drei weiteren Siegen ins Halbfinale, das sie gegen das deutsche Duo Glenzke/Großner verloren. Im Spiel um Bronze unterlagen sie Laboureur/Sude. Von Ende 2017 bis Juni 2019 bildete Gruszczyńska ein neues Duo mit Aleksandra Gromadowska. Beste Platzierungen auf der World Tour waren ein neunter Rang beim Drei-Sterne Event in Tokio und die Halbfinalteilnahme bei der Zwei-Sterne-Veranstaltung in Nantong.
2018 startete die aus der Woiwodschaft Großpolen stammende Sportlerin bei einigen Veranstaltungen mit Aleksandra Wachowicz, die im zweiten Halbjahr 2019 mit ihr sämtliche Wettkämpfe bestritt und seit Anfang 2022 ihre ständige Partnerin ist. Die beiden gewannen in diesem Jahr die polnische Meisterschaft sowie ein weiteres Turnier in ihrem Heimatland und standen im Viertelfinale des Elite 16 in Torquay sowie der Challenge Wettbewerbe auf den Malediven und eine Spielzeit später im brasilianischen Saquarema. Anschließend gewannen sie mit der polnischen Nationalmannschaft die Qualifikation zum CEV Beachvolleyball Nations Cup 2023 in der Gruppe F. In der gleichen Saison erreichten sie die Runde der besten acht Duos beim Challenge in Espinho und beim Elite16 in Montreal. Danach erkämpften sie ihren zweiten gemeinsamen Landesmeistertitel in Folge. Bei der EM blieben sie sieglos. Bei der WM scheiterten sie zwei Monate später in der ersten Hauptrunde an den amtierenden Europameisterinnen Brunner/Hüberli. 2024 waren geteilte neunte Plätze bei Challenge Turnieren in Guadalajara und Xiamen sowie ein Futures Sieg in Madrid die besten Resultate. Mit der polnischen Nationalmannschaft schieden sie bei der Nations Cup Finalrunde in Jūrmala im Viertelfinale aus und verpassten damit die Olympischen Spiele in Paris. Bei der Europameisterschaft in den Niederlanden erreichten Śliwka/Wachowicz Platz neun.
Seitdem pausiert Jagoda Śliwka.

## Persönliches
Die Sportlerin heiratete im Mai 2024 den Volleyballnationalspieler Aleksander Śliwka und nahm dessen Nachnamen an.